# FK Charcyźk
FK Charcyźk (ukr. Футбольний клуб «Харцизьк», Futbolnyj Kłub "Charcyźk") – ukraiński klub piłkarski z siedzibą w Charcysku, w obwodzie donieckim.

## Historia
Chronologia nazw:
- 19??—lato 1992: Hirnyk Charcyźk (ukr. «Гірник» Харцизьк)
- 1992: Kanatnyk Charcyźk (ukr. «Канатник» Харцизьк)
- 1993: Siłur Charcyźk (ukr. «Сілур» Харцизьк)
- lato 1993—13.10.1993: Prometej Charcyźk (ukr. «Прометей» Харцизьк)
- 13.10.1993—1995: Siłur Charcyźk (ukr. «Сілур» Харцизьк)
- 1996: Siłur-Trubnyk Charcyźk (ukr. «Сілур-Трубник» Харцизьк)
- 1997: Siłur-Dynamo Charcyźk (ukr. «Сілур-Динамо» Харцизьк)
- 1997—1998: FK Charcyźk (ukr. ФК «Харцизьк»)

Drużyna piłkarska Hirnyk Charcyźk została założona w mieście Charcysk w XX wieku. Zespół występował w rozgrywkach mistrzostw i Pucharu obwodu donieckiego.
Od początku rozgrywek w niezależnej Ukrainie klub występował w rozgrywkach Przejściowej Lihi, gdzie zajął siódme miejsce w 2 podgrupie. W następnym sezonie 1992/93 w rundzie jesiennej występował pod nazwą Kanatnyk Charcyźk, a w rundzie wiosennej Siłur Charcyźk i zajął 15. miejsce w Przejściowej Lidze. Przed rozpoczęciem nowego sezonu 1993/94 zmienił nazwę na Prometej Charcyźk, ale 13 października 1993 powrócił do nazwy Siłur Charcyźk i zajął spadkowe, 13. miejsce. W następnym sezonie 1994/95 klub występował w Amatorskiej Lidze, gdzie zajął trzecie miejsce w 4 podgrupie. Po rocznej przerwie w sezonie 1996/97 ponownie występował w Amatorskiej Lidze, gdzie był czwarty w 5 grupie. Zespół debiutował również w rozgrywkach Amatorskiego Pucharu Ukrainy, gdzie doszedł do ćwierćfinału. Latem 1997 klub przyjął nazwę FK Charcyźk i kontynuował występy w 4 grupie Amatorskiej Lihi, ale po rundzie jesiennej zrezygnował z dalszych występów i został rozwiązany.

## Sukcesy
- Perechidna Liha, 2 podgrupa:

7. miejsce: 1992
- Puchar Ukrainy:

1/64 finału: 1993/94
- Amatorska Liga:

3. miejsce w 4 podgrupie: 1994/95
- Amatorski Puchar Ukrainy:

1/4 finału: 1996/97